# Cray T3D
El T3D (Toroidal, 3-Dimensiones) fue el primer intento de Cray Research en la arquitectura de supercomputadora paralela masiva. Lanzado en 1993, fue también la primera vez que Cray uso un microprocesador no propietario en un supercomputador. El T3D constaba de entre 32 y 2048 Elementos de Procesamiento (EP), cada uno comprendía un microprocesador de 150 MHz DEC Alpha 21064 (EV4) y 16 o 64 MB de memoria DRAM. Los EP estaban agrupados de a pares, o nodos, los cuales incorporaban un conmutador de interconexión de procesadores de 6 vías. Estos conmutadores tenían un ancho de banda pico de 300 MB/segundo en cada dirección y estaban conectados para formar una red de topología toroidal de tres dimensiones.
El T3D fue diseñado para ser el cliente de un sistema "frontal" Cray Y-MP Modelo E, M90 o la serie C90 y dependen de este y su sistema operativo UNICOS para toda la E/S y algunos servicios del sistema. Las EP T3D corren un simple microkernel llamado UNICOS MAX.
Varias configuraciones diferentes del T3D estaban disponibles. Los modelos SC (Single Cabinet, "gabinete simple") comparten el gabinete con un sistema servidor Y-MP y estaba disponible con 128 o 256 EP. Los modelos MC (Multi-Cabinet, "multi-gabinete") estaban alojados en uno o más gabinetes refrigerados por líquido separados del servidor, mientras que los modelos MCA eran configuraciones multi-gabinete más pequeñas (32 a 128 EP) enfriadas por aire. Había también un modelo MCN enfriado por líquido el cual tenía una conexión alternativa  que permitía una cantidad de EP que no fuera potencia de dos.
El gabinete Cray T3D MC tenía una laptop Apple Macintosh PowerBook integrada en su frente. Su único propósito era mostrar los logos animados de Cray Research y del T3D en su pantalla color de LCD.
El primer T3D entregado fue un prototipo instalado en el Pittsburgh Supercomputing Center a principios de septiembre de 1993. El supercomputador fue presentado formalmente el 27 de septiembre de 1993.
El T3D fue sucedido en 1995 por el más rápido y sofisticado Cray T3E.

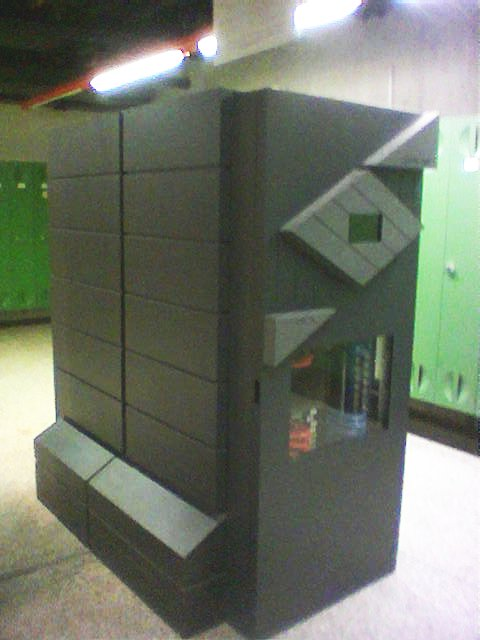
T3D MC 256 en el EPFL
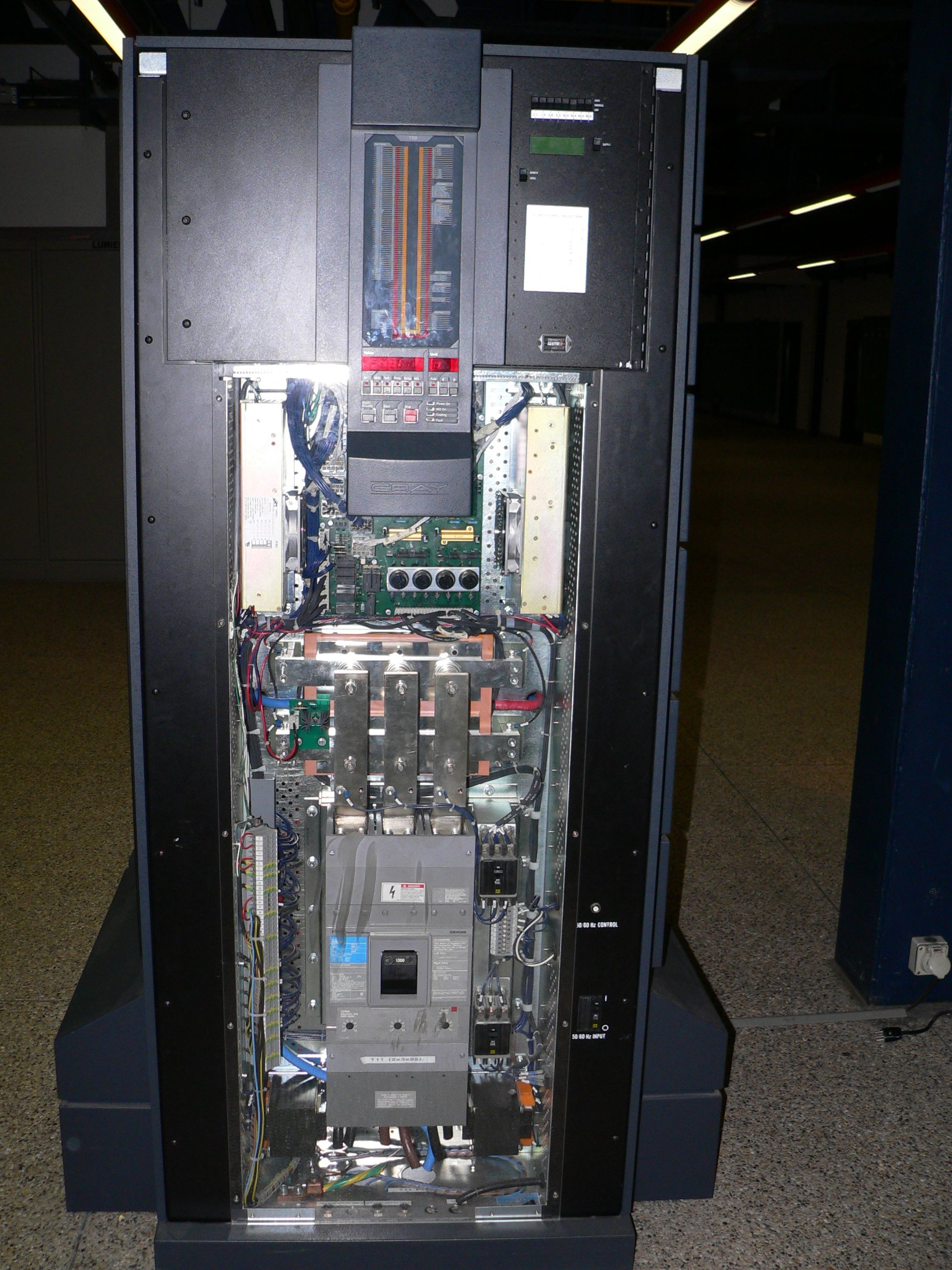
Computadora T3D MC 256
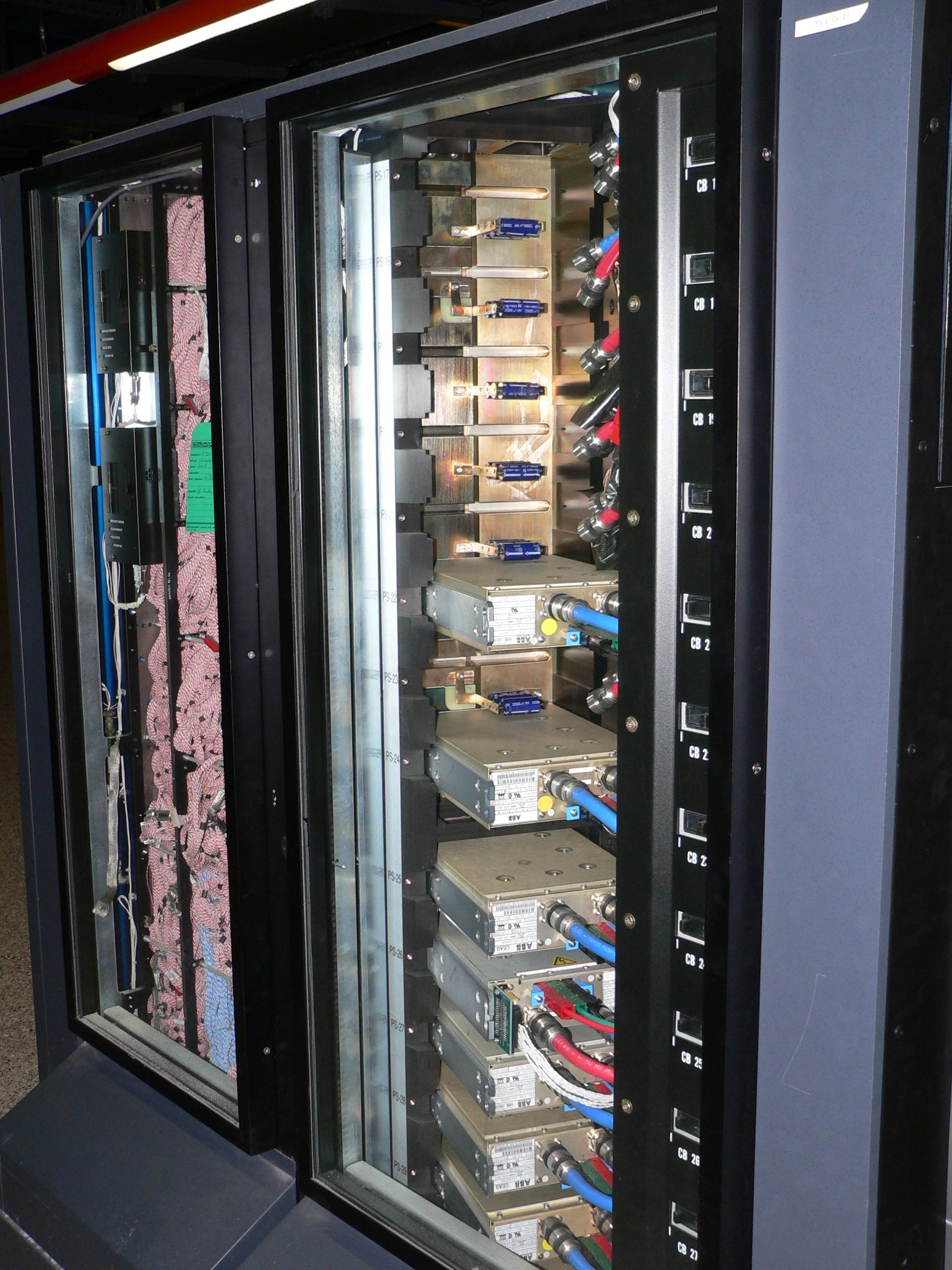
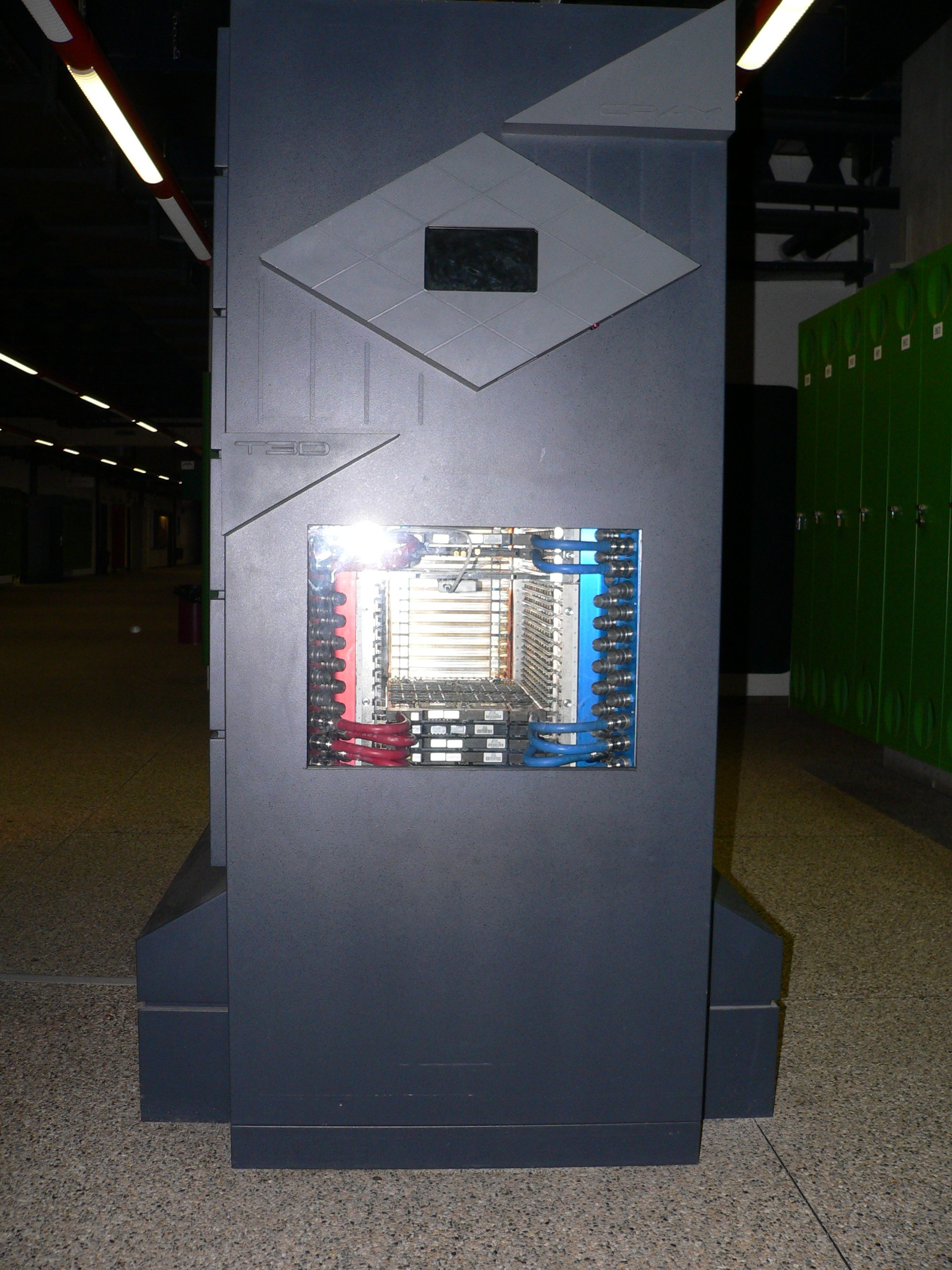
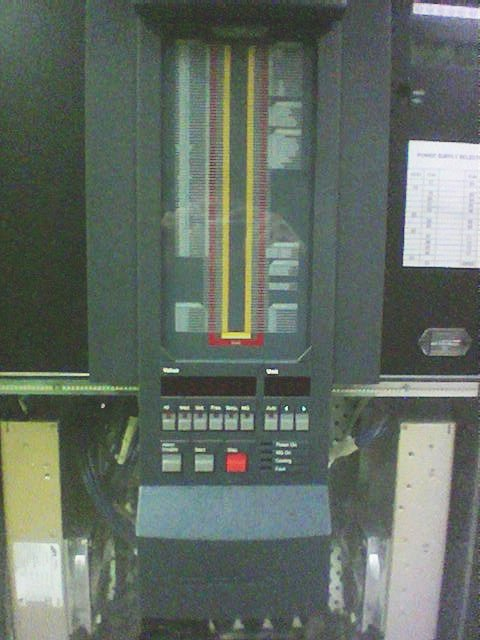
Panel de control del T3D MC 256
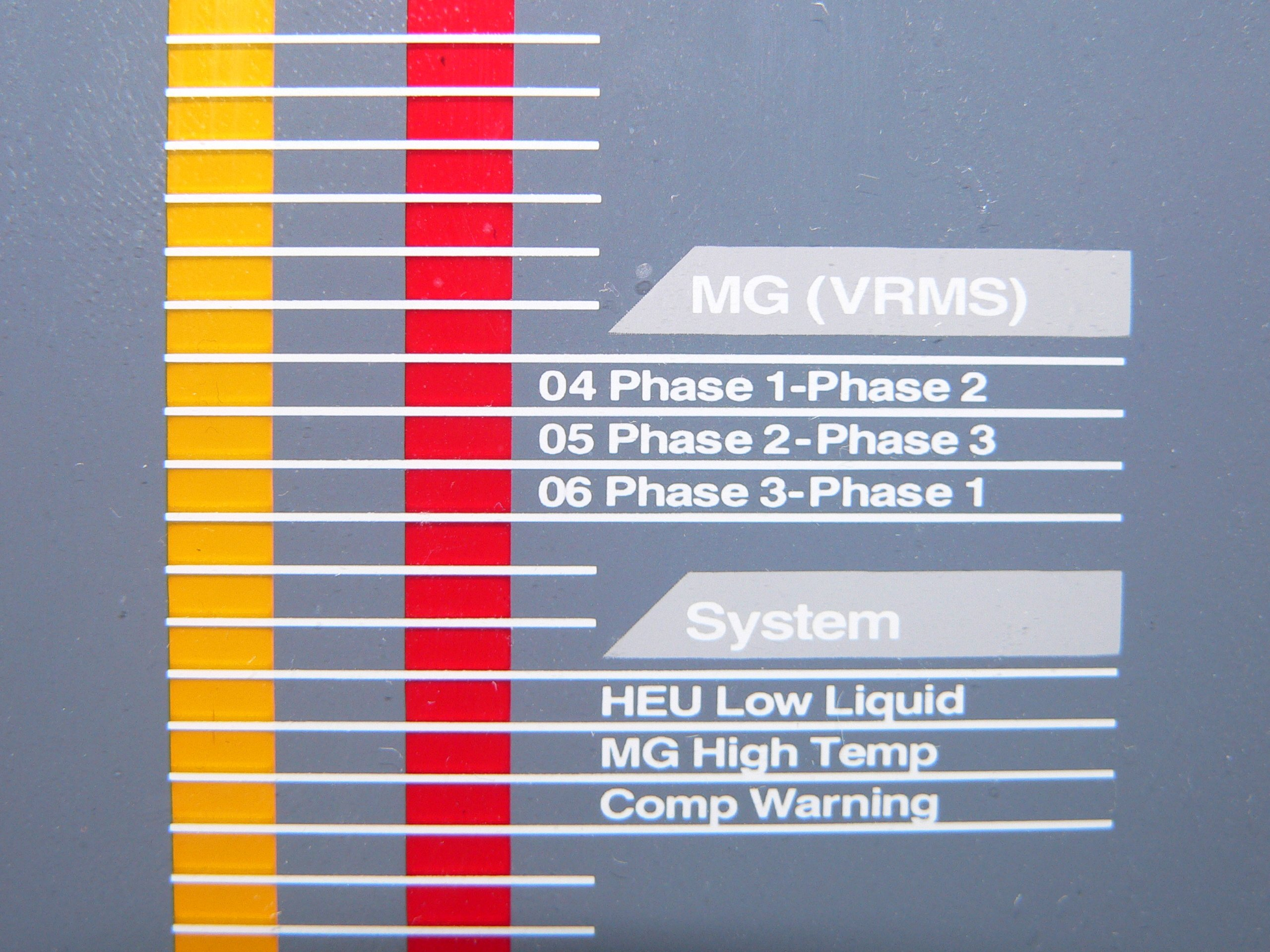
Panel de control del MC 256
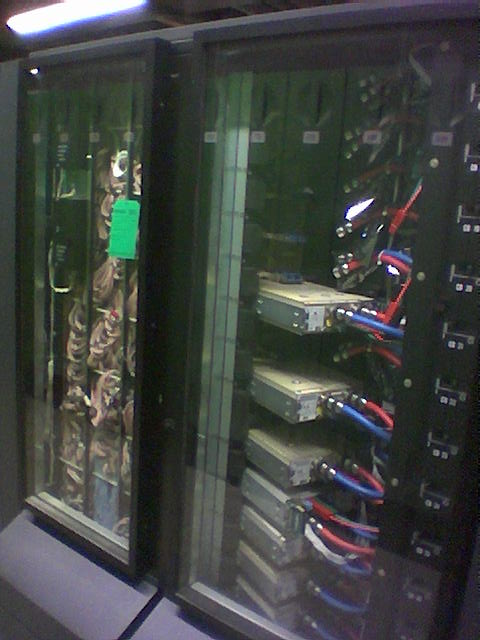
Interior del T3D MC 256